# Lula Carvalho
Lula Carvalho (Rio de Janeiro, 1977) é um diretor de fotografia brasileiro.

## Biografia
Filho de Walter Carvalho e sobrinho de Vladimir Carvalho. Nascido no Rio de Janeiro de pai paraibano. De modo indireto, portanto, é também herdeiro do Cinema Novo através da influência existencial que recebeu da filmografia do pai e tio.
Sua carreira começa no final do século passado, na chamada retomada do cinema brasileiro, após a crise dos anos Fernando Collor de Mello, em que a Embrafilme foi extinta. Tem se destacado como diretor de fotografia de filmes brasileiros premiados em festivais, como Tropa de Elite 1 e 2, e também internacionais, como Robocop (2014) e Tartarugas Ninja (2014). Ganhou o Kikito de ouro por melhor fotografia no Festival de Gramado 2008, com o filme A Festa da Menina Morta, dirigido por Matheus Nachtergaele.

## Filmografia
- - Auto de Resistência (2018). Codiretor com Natasha Neri.
- - Bingo: O Rei das Manhãs (2017). Diretor de fotografia
- - Teenage Mutant Ninja Turtles: Out of the Shadows (2016). Diretor de fotografia
- - Narcos (2015). Diretor de fotografia
- - Teenage Mutant Ninja Turtles (2014). Diretor de fotografia
- - Éden (2012). Diretor de fotografia [1][2]
- - RoboCop (2014) Diretor de fotografia.
- - Tropa de Elite 2 (2010). Diretor de fotografia.
- - Budapest (2009). Diretor de fotografia.
- - Feliz Natal (2008). Diretor de fotografia.
- - A Festa da Menina Morta (2008). Diretor de fotografia.
- - Ocidente (2008). Coprodutor.
- - Cleópatra (2007). Operador de câmera.
- - Tropa de Elite (2007). Diretor de fotografia e operador de câmera.
- - Engenho de Zé Lins (2007). Operador de câmera.
- - Baixio das Bestas (2006). Operador de câmera.
- - O Céu de Suely (2006). Operador de câmera.
- - Fabricando Tom Zé (2006). Diretor de fotografia.
- - Multiplicadores (2006). Diretor de fotografia.
- - Crime Delicado (2005). Assistente de câmera.
- - Cinema, Aspirinas e Urubus. (2005). Operador de câmera.
- - Incuráveis (2005). Diretor de fotografia.
- - Moacir Arte Bruta (2005). Diretor de fotografia.
- - Brasil (2005). Diretor de fotografia.
- - A Última Fábrica (2005). Diretor de fotografia.
- - Pobres-Diabos no Paraíso (2005). Diretor de fotografia.
- - Alô Tocayo (2005). Direção de fotografia.
- - O Veneno da Madrugada (2004). Assistente de câmera.
- - Olga (2004). Primeiro assistente de câmera.
- - Entreatos (2004). Assistente de câmera.
- - Uma Estrela para Ioiô (2004). Diretor de fotografia.
- - O Bolo e o Queijo (2004). Assistente de câmera.
- - Carandiru (2003). Primeiro assistente de câmera.
- - Truques, Xaropes e outros Artigos de Confiança (2003). Assistente de câmera.
- - Transubstancial (2003. Primeiro assistente de câmera.
- - Cidade de Deus (2002). Primeiro assistente de câmera.
- - Abril Despedaçado (2001). Primeiro assistente de câmera.
- - Lavoura Arcaica (2001). Primeiro assistente de câmera.
- - Um Crime Nobre (2001). Primeiro assistente de câmera.
- - Atrocidades Maravilhosas (2001). Diretor.
- - Villa-Lobos - Uma Vida de Paixão (2000). Assistente de câmera.
- - Eu Tu Eles (2000). Primeiro assistente de câmera.
- - Palace II (2000). Assistente de câmera.
- - Notícias de uma Guerra Partibular (1999). Assistente de câmera.
- - Bella Donna (1998). Operador de câmera.
- - Pierre Fatumbi Verger: Mensageiro entre dois Mundos (1998). Operador de câmera.